# Honneur et Patrie (émission de radio)
Pour les articles homonymes, voir Honneur et Patrie.

Honneur et Patrie était une émission radiophonique de la France libre diffusée par la BBC durant la Seconde Guerre mondiale.

## Histoire
Honneur et Patrie donne tous les soirs cinq minutes de temps d'antenne à la France libre à partir du 18 juillet 1940. Ce bulletin passe à dix minutes courant 1941.
L'émission passe deux fois par jour du 17 mai 1943 jusqu'au 2 mai 1944. L'émission était suivie par celle des Français parlent aux Français.